# Girl's Not Grey
Girl's Not Grey — другий офіційний сингл американського гурту AFI з альбому « Sing the Sorrow». Пісня посіла 7 місце у чарті Alternative Songs та 14 у Bubbling Under Hot 100 Singles.

## Відеокліп
Відео було представлене 2003 року на телеканалі Fuse. На відео показано учасників гурту, що грають на алеї, де дівчина з синім волоссям йде за рожевим кроликом, який приводить її до альтернативної реальності. Розташування складається, переважно, з рожевого кольору (рожеве небо, рожеві пелюстки квітів, і дівчина одягнена в рожевий). Дівчина йде за кроликом доки він не приводить її до схилу, на якому грає гурт. Після цього кролик зникає, а дівчина опиняється у полоні рожевих пелюсток, які захоплюють її.

## Список композицій
Промо CD
1. «Girl's Not Grey» — 3:10

Промо VHS
1. «Girl's Not Grey» (Final) (Кліп) — 3:11

США — промо 7"
1. «Girl's Not Grey» — 3:10
2. «Now The World» (сесії Sing the Sorrow) — 3:45

Британія — 7"
1. «Girl's Not Grey» — 3:10
2. «The Hanging Garden» (live at BBC Maida Vale Studio) — 3:45

Європа
1. «Girl's Not Grey» — 3:10
2. «This Celluloid Dream» (Demo) — 4:18
3. «Synesthesia» (Demo) — 4:35
4. «Girl's Not Grey» (Final) (Відео) — 3:11

Німеччина
1. «Girl's Not Grey» — 3:10
2. «This Celluloid Dream» (Demo) — 4:18

Британія — CD 1
1. «Girl's Not Grey» — 3:10
2. «The Hanging Garden» (live at BBC) — 3:45
3. «Synesthesia» (Demo) — 4:35
4. «Girl's Not Grey» (Final) (Кліп) — 3:11

Британія — CD 2
1. «Girl's Not Grey» — 3:10
2. «Reiver's Music»  — 3:23
3. «Now The World»  — 4:01
4. «Girl's Not Grey» (Prelude) (Кліп) — 3:11